# Мальковський Володимир Сергійович
Володимир Сергійович Мальковський (13 березня 1951, місто Іваново, тепер Російська Федерація — 5 лютого 2003, місто Нарва, Естонія) — радянський естонський діяч, секретар ЦК КП Естонії, 2-й секретар ЦК КП Естонії (КПРС). Депутат Державної ради Естонії (1940). Депутат Верховної ради Естонії в 1990—1992 роках. Член ЦК КПРС у 1990—1991 роках.

## Життєпис
З 1968 року працював електромонтером Івановського комбінату штучної підошви.
У 1969—1971 роках служив у Радянській армії.
Член КПРС з 1976 року.
З 1976 року — секретар комітету комсомолу Казанської філії Московського енергетичного інституту, з 1977 року — інструктор Татарського обласного комітету ВЛКСМ.
У 1978 році закінчив Московський енергетичний інститут (Казанську філію).
У 1978—1980 роках — секретар комітету комсомолу, заступник директора спеціалізованого професійно-технічного училища, майстер підприємства «Естоненергоремонт» у місті Нарві.
З 1980 року — інструктор, завідувач відділу, з 1985 по 1987 рік — 2-й секретар Нарвського міського комітету КП Естонії.
У 1987—1990 роках — 1-й секретар Нарвського міського комітету КП Естонії.
У 1989 році закінчив Ленінградську Вищу партійну школу.
2 лютого 1990 року обраний заступником голови Комітету захисту Радянської влади та прав громадян в Естонії. Входив до Міжрегіональної ради народних депутатів та трудящих Естонської РСР. З 1990 по 1992 роки був членом бюджетно-економічної комісії Верховної Ради Естонії.
29 березня — 15 грудня 1990 року — секретар ЦК КП Естонії.
15 грудня 1990 — серпень 1991 року — 2-й секретар ЦК КП Естонії (КПРС).
З 1991 року був підприємцем, працював у Нарвському універмазі, очолював фірму Narva Kaubamaja AS.
Помер 5 лютого 2003 року в місті Нарві. 7 лютого 2003 року похований на міському цвинтарі Riigiküla.